# Kościół Najświętszego Serca Pana Jezusa w Krakowie (ul. Cechowa)
Kościół Najświętszego Serca Pana Jezusa – zabytkowy rzymskokatolicki kościół parafialny, znajdujący się w Krakowie, w dzielnicy XI Podgórze Duchackie przy ul. Cechowej 144, na Piaskach Wielkich. Posługę pełnią księża diecezjalni.

## Historia
25 września 1923 r. z polecenia ks. dziekana wielickiego wmurowano kamień węgielny pod fundamenty kościoła. Budynek wzniesiono w latach 1923–1927 w stylu neogotyckim według projektu architekta Kazimierza Brzezińskiego. 25 września 1927 r. ks. bp Stanisław Rospond dokonał konsekracji świątyni.

## Wyposażenie
Ołtarz główny wykonał z lipowego drewna Wojciech Maciejewski. On także jest twórcą krucyfiksu wiszącego w tęczy. Witraże w oknach prezbiterium wykonano według projektu Marka Różańskiego w pracowni witraży „Bracia Paczka”. Figurę Chrystusa umieszczoną w 1950 na fasadzie, rzeźbił Stanisław Napadło.

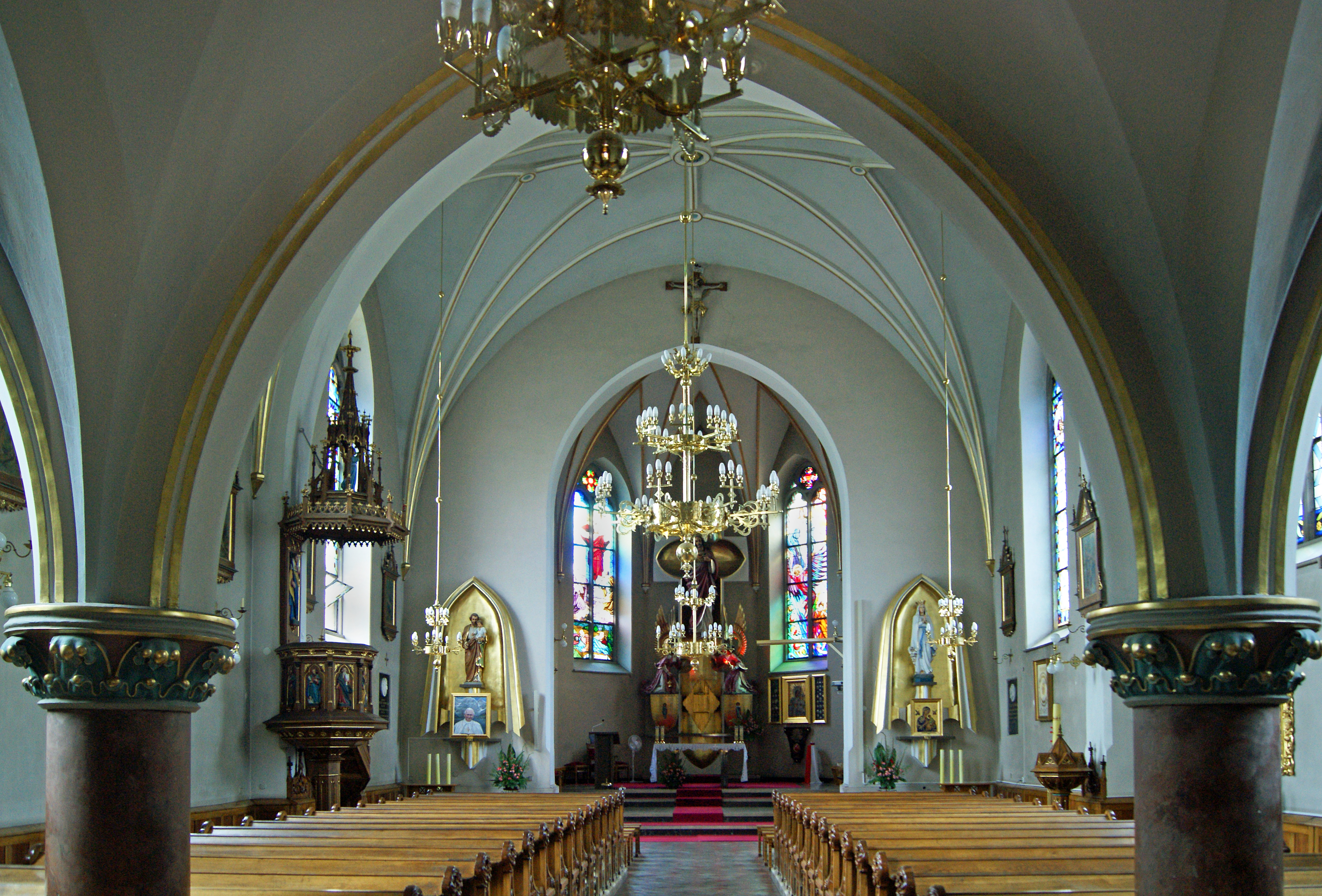
Wnętrze kościoła.

## Źródła
- Witryna parafii
- Michał Rożek, Barbara Gądkowa Leksykon kościołów Krakowa, Wydawnictwo Verso, Kraków 2003, ISBN 83-919281-0-1